# Suwarrow

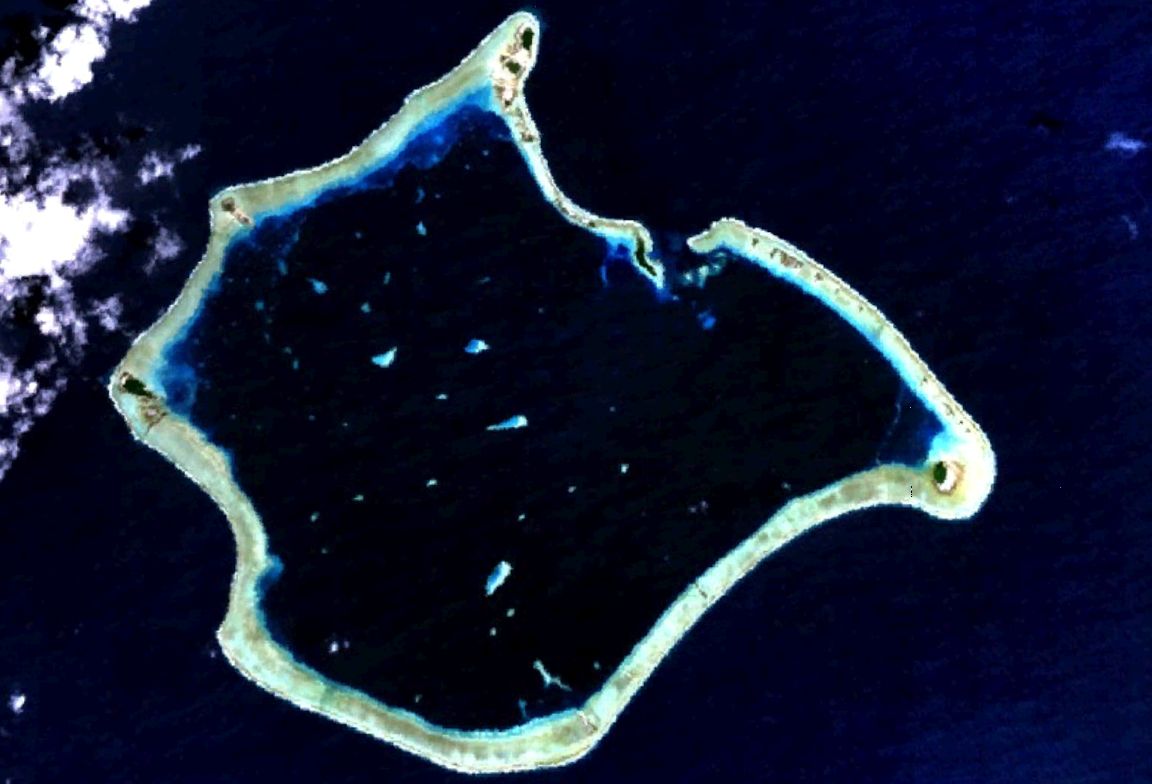
Satellitbild av Suwarrow

Suwarrow (också kallad Suvorov eller Suvarov) är en låg korallatoll i ögruppen Cooköarna i Stilla havet. Den ligger ungefär 1 300 km söder om ekvatorn och 825 km nordväst om huvudön Rarotonga.
Den var obebodd när den upptäcktes av det ryska fartyget "Suvorov" som passerade ön den 17 september 1814. Ön har bara periodvis varit bebodd sedan dess. Under andra världskriget bodde Robert Dean Frisbie där tillsammans med några kustbevakare. Frisbie skrev sedan boken The Island of Desire om sina upplevelser från ön. År 1942 flydde kustbevakarna från ön då en orkan överskölde 16 av de 22 småöarna i atollen.
Mellan 1952 och 1977 bodde nyzeeländaren Tom Neale alldeles ensam på ön i tre omgångar. Efter de skrev han boken An Island to Oneself om sina upplevelser och tankar från sin totalt 16 år långa vistelse på ön.
År 1978 blev ön en nationalpark och nuförtiden bor bara en tillsynsman och hans familj på ön. Enda viset att besöka ön är med privat yacht eller chartrade expeditioner från Rarotonga.